# Bhojpuri
El bhojpuri és un idioma del grup bihari de les llengües indoàries parlat per gairebé 40 milions de persones a l'Índia, Nepal, Maurici i Surinam. S'escriu majoritàriament en devanagari tot i que històricament s'han emprat altres sistemes.
Existeixen tres conjugacions verbals diferents segons el grau de formalitat emprat i la proximitat amb l'interlocutor. Aquesta conjugació afecta després a altres elements de l'oració com els determinants i adjectius. Fonològicament consta de sis vocals amb valor de fonema i 31 consonants

## Sistema d'escriptura

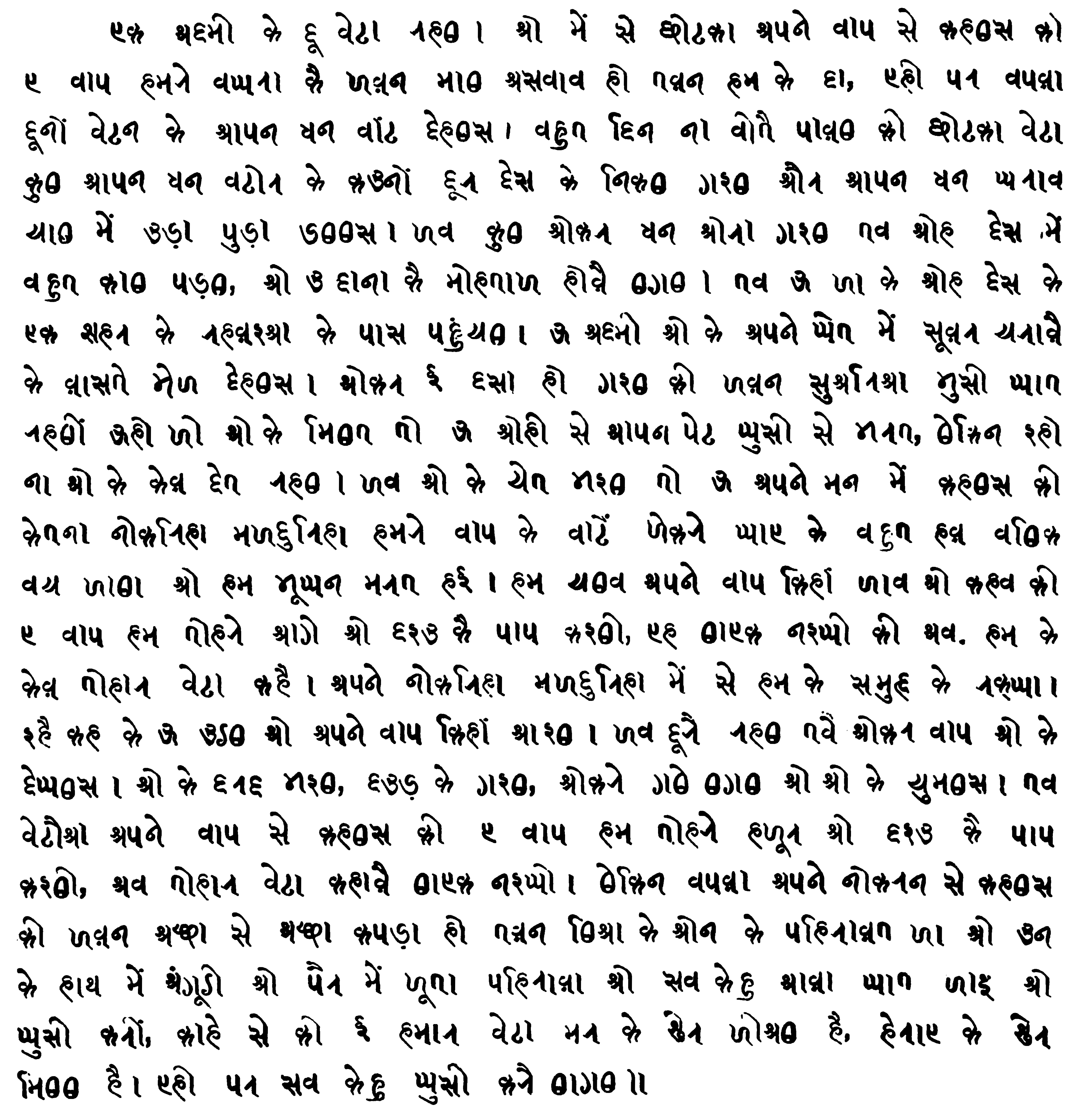
Història del bhojpuri en alfabet kaithi, escrita per Babu Rama Smaran Lal el 1898

El bhojpuri ha estat escrit, històricament, en escriptura kaithi, tot i que des del 1894 l'alfabet devanagari ha estat utilitzat com l'escriptura principal.
L'alfabet kaithi va ser utilitzat per qüestions administratives durant el període mogol per escriure el bhojpuri, l'awadhi, el maithili, l'urdu, el magahi i l'hindi des de, com a mínim, el segle xvi, i fins a la primera dècada del segle xx. Les publicacions del govern expliquen el kaithi s'utilitzava en alguns districtes de Bihar durant la dècada de 1960. Els residents bhojpuri de l'Índia que van marxar a treballar a l'Àfrica, Maurici, les Fidji o les colònies del Carib de l'Imperi Britànic durant el segle xix i a principis del XX, van utilitzat tant el kaithi com el devanagari.
Cap al 1894, els textos oficials de Bihar s'escrivien en kaithi i Devanagari. Actualment gairebé tots els textos en bhojpuri s'escriuen en devanagari, fins i tot a les illes on es parla bhojpuri. Per exemple, a Maurici s'utilitza tant l'alfabet kaithi com el devanagri des de l'arribada de població provinent de l'Índia. L'escriptura kathi era considerada informal a Maurici, amb una estructura del kaithi similar al Devanagari (pronunciat Devanagri a Maurici). Actualment, a Maurici l'alfabet en ús és el Devanagari.

## Fonologia

### Vocals
|             | Anterior | [[[Vocal central\|Central]] | Posterior |   |
| ----------- | -------- | --------------------------- | --------- | - |
| Tancada     | i ɪ      |                             | u         | u |
| Semitancada | e        | ə                           | o         |   |
| Semioberta  |          |                             | ɔ         |   |
| Oberta      | æ        | ɑ                           |           |   |

### Consonants
|            |            | Bilabial | Labiodental | Dental | Alveolar | Retroflexa | Palatal | Velar | Glotal |
| ---------- | ---------- | -------- | ----------- | ------ | -------- | ---------- | ------- | ----- | ------ |
| Nasal      | Nasal      | m        |             |        | n        | ɳ          | ɲ       | ŋ     |        |
| Oclusiva   | sorda      | p        |             | t̪      |          | ʈ          | tʃ      | k     |        |
| Oclusiva   | sonora     | b        |             | d̪      |          | ɖ          | dʒ      | ɡ     |        |
| Oclusiva   | aspirada   | pʰ       |             | t̪ʰ     |          | ʈʰ         | tʃʰ     | kʰ    |        |
| Oclusiva   | murmurada  | bʱ       |             | d̪ʱ     |          | ɖʱ         | dʒʱ     | ɡʱ    |        |
| Fricativa  | Fricativa  |          |             |        | s        |            |         |       | h      |
| Ròtica     | plana      |          |             |        | ɾ        | ɽ          |         |       |        |
| Ròtica     | aspirada   |          |             |        | ɾʱ       | ɽʱ         |         |       |        |
| Aproximant | Aproximant |          | ʋ           | l      |          | j          |         |       |        |